# Erleuchtung
Erleuchtung (von althochdeutsch arliuhtan „erleuchten“, mittelhochdeutsch erliuhtunge „Aufleuchten“, „Erleuchtung“; lateinisch illuminatio), auch Illumination, bezeichnet eine religiös-spirituelle Erfahrung, bei der ein Mensch sein Alltagsbewusstsein überschritten hat und eine dauerhafte Einsicht in eine – wie auch immer ausgeprägte – gesamtheitliche Wirklichkeit aus Immanenz und Transzendenz erlangt. Im heutigen allgemeinen Sprachgebrauch versteht man unter „Erleuchtung“ gewöhnlich eine plötzliche Erkenntnis oder Eingebung.
Über die Vorgänge, die mit dem Begriff Erleuchtung im religiösen Sinn bezeichnet werden, und die Gründe ihres Auftretens gibt es unterschiedliche Auffassungen, die mit dem jeweiligen philosophischen oder religiösen Hintergrund des Beurteilenden zusammenhängen. In manchen Fällen wird Erleuchtung als spontan eingetretener Durchbruch oder als aus eigener Kraft erlangtes Endergebnis eines Prozesses geistiger Übung und Entwicklung aufgefasst, nach anderen Interpretationen ist sie göttlicher Gnade zu verdanken, und wieder andere konstatieren eine Verbindung von beidem. Gewöhnlich ist mit dem Erlebnis der Erleuchtung eine tiefgreifende und nachhaltige Veränderung der Persönlichkeit verbunden.
In den europäischen Traditionen wird Erleuchtung oft zu den mystischen Erfahrungen gezählt. In Christentum, Judentum und Islam wird zumeist der Begriff Erlösung verwendet, was eine eher passiv erfahrene Befreiung vom Leid bezeichnet, im Gegensatz zur aktiv „erarbeiteten“ Erleuchtung, die bspw. Hinduismus und Buddhismus betonen. In der Terminologie asiatischer Religionen kommen keine Ausdrücke vor, die genau dem europäischen Begriff „Erleuchtung“ entsprechen, doch spielen solche Konzepte in vielen östlichen Traditionen eine zentrale Rolle als Lebensziel jedes Individuums, bspw. im Hinduismus Moksha und im Buddhismus u. a. Nirwana, Bodhi, Satori oder Kenshō.

## Begriffsgeschichte

### Antike
Der Begriff „Erleuchtung“ stammt aus der antiken philosophischen Lichtmetaphorik. Den Ausgangspunkt seiner Entstehung bildeten Stellen in Platons Dialog Politeia und in dem Platon zugeschriebenen Siebten Brief. In der Politeia stellt Platon fest, es sei zuerst herauszufinden, worin die Gerechtigkeit im Staat besteht, und das Ergebnis dieser Untersuchung sei dann auf die Individuen zu übertragen. Man solle die staatliche und die individuelle Gerechtigkeitsbestimmung vergleichend betrachten und wie zwei Feuerhölzer gegeneinander reiben, dann werde man vielleicht die Gerechtigkeit wie einen Funken herausblitzen lassen, das heißt zur plötzlichen Erkenntnis ihres allgemeinen Wesens gelangen. Der Verfasser des Siebten Briefs schreibt, die Erkenntnis des Sinns von Platons „ungeschriebener Lehre“ sei eine Frucht häufiger gemeinsamer Bemühung der Philosophen, doch entstehe sie in der Seele nicht allmählich, sondern plötzlich, wie ein Feuer, das von einem übergesprungenen Funken entfacht wird. Dann nähre sie sich aus sich heraus weiter. Man solle Benennungen, Erklärungen, Ansichten und Wahrnehmungen aneinander reiben und so prüfen, dann könnten Einsicht und Verständnis über jeden Gegenstand aufleuchten. Das Aufleuchten bildet nach dem Siebten Brief den Abschluss eines fünfstufigen Erkenntnisprozesses, dessen erste vier Schritte diskursiv sind.
An diese Stellen und an die Lichtmetaphorik von Platons Sonnengleichnis und Höhlengleichnis knüpft die neuplatonische Metaphysik des Lichts an. Im 3. Jahrhundert entwickelte Plotin, der Begründer des Neuplatonismus, eine Lehre von der Schau des Lichts des Einen. Dabei tritt eine Erleuchtung des schauenden Philosophen im Sinne des noch heute gängigen religiösen Erleuchtungsbegriffs ein.
Der neuplatonische Begriff eklampsis oder ellampsis („Hervorleuchten“) wurde von den antiken Kirchenvätern aufgegriffen. Vor allem der sehr einflussreiche spätantike Kirchenvater Augustinus († 430) schuf aus dem neuplatonischen Gedankengut eine christliche Theorie der „Illumination“ (Erleuchtung). Für ihn ergibt sich die Erleuchtung aus der Präsenz des göttlichen Lichts in der Seele.

### Mittelalter und Neuzeit
Im Mittelhochdeutschen wurden die Wörter erliuhten und erliuhtunge sowohl im physischen als auch im übertragenen religiösen Sinn verwendet. Auch in der Frühen Neuzeit waren beide Bedeutungen von „erleuchten“ und „Erleuchtung“ geläufig.
Im allgemeinen Sprachgebrauch des 20. und 21. Jahrhunderts hat „Erleuchtung“ in erster Linie die Bedeutung „plötzliche Erkenntnis“, „Einfall“, „Gedankenblitz“, „Eingebung“ bzw. „Inspiration“. Diese Begriffsverwendung knüpft an die religiöse an, doch geht es oft um einen nichtreligiösen Zusammenhang. Es wird eine plötzliche, oft wunderbar anmutende Klarheit über eine Frage oder ein Problem erlangt, und die Eindrücklichkeit einer solchen blitzartigen Erkenntnis soll durch die Bezeichnung „Erleuchtung“, die an religiöse Erleuchtungserlebnisse erinnert, betont werden.

### 20. und 21. Jahrhundert
Im allgemeinen Sprachgebrauch des 20. und 21. Jahrhunderts hat „Erleuchtung“ in erster Linie die Bedeutung, dass man ein „Allwissender“ wird.
Es gibt jedoch auch Kritiker, die argumentieren, dass der Begriff der Erleuchtung in der heutigen Zeit überbeansprucht und oft fehlerhaft verwendet wird. Einige behaupten, dass es unmöglich ist, alle Aspekte der Wirklichkeit zu erfassen und zu verstehen, und dass die Idee einer vollständigen Erleuchtung daher unrealistisch ist. Andere argumentieren, dass die Vorstellung, dass Erleuchtung nur der krönende Abschluss eines stetigen Bemühens ist, den Fokus auf das Ergebnis und nicht auf den Prozess legt und somit den Wert des persönlichen Wachstums und der Transformation reduziert, die während des Erleuchtungsprozesses auftreten können.
Trotz dieser Diskussionen bleibt die Idee der Erleuchtung ein faszinierendes Konzept, das von vielen Menschen auf der ganzen Welt angestrebt wird. Es gibt verschiedene Wege und Methoden, die zur Erleuchtung führen sollen, von religiösen Praktiken bis hin zu spirituellen Techniken und Selbsthilfe-Methoden. Einige glauben, dass Erleuchtung ein Zustand ist, der nur von wenigen erreicht werden kann, während andere glauben, dass es ein Ziel ist, das von jedem angestrebt werden kann.
Letztendlich bleibt die Bedeutung der Erleuchtung jedoch ein individuelles Konzept und kann von Person zu Person unterschiedlich sein. Egal ob als ein Abschluss eines stetigen Bemühens oder als eine plötzliche Erkenntnis verstanden wird, das Streben nach Erleuchtung kann eine Quelle der Inspiration, der Transformation und der spirituellen Entwicklung sein.

## Buddhismus
Im Buddhismus hat der Begriff des Erwachens (sanskrit bodhi) eine zentrale Bedeutung. Er findet sich in den Wörtern „Buddha“ („der Erwachte“) und „Bodhisattva“ wieder. Bodhi kommt von der Sanskrit-Wurzel budh, die „aufwachen, erkennen, wahrnehmen, verstehen“ bedeutet. Als deutsche Übersetzung wird jedoch auch in buddhistischer Literatur sehr häufig „Erleuchtung“ gewählt, auch wenn dies der Etymologie weniger entspricht.
Es gibt zwei aufeinanderfolgende Stufen des buddhistischen Erwachens. Die erste stellt die individuelle Befreiung aus dem Leidenskreislauf der fühlenden Wesen, dem Kreislauf der Wiedergeburten (Samsara), dar. Der Erwachte hat alle Ursachen des Leidens aus seinem Geist entfernt und erlebt nur noch Frieden. Dies wird „Erlangen des Nirvana“ genannt. Nach der Lehre des Mahayana-Buddhismus gibt es eine zweite Entwicklungsstufe, auf der das vollständige Erwachen eintritt, mit dem zusätzlich umfassendes Wissen erlangt wird.
Nach buddhistischer Überlieferung erlangte Siddhartha Gautama, der historische Buddha, in Bodhgaya den Zustand eines Erwachten, nachdem er viele Wochen unter einer Pappel-Feige meditiert hatte. Einige Zeit danach begann er seine Erkenntnis in Lehrreden mitzuteilen. Seine Lehre besagt, dass jedes Lebewesen das Potential habe, dauerhaften Frieden und Bodhi zu erlangen. Er lehrte etwa 45 Jahre und starb in hohem Alter. Nach der buddhistischen Tradition ging er in das Parinirvana ein.
Nach den Lehren des Theravada-Buddhismus strebt der buddhistische Übende Bodhi an, um den Leidenskreislauf der Wiedergeburten zu verlassen. Im Mahayana-Buddhismus hingegen geht es um die Entwicklung des Bodhi-Geistes (sanskrit bodhicitta, deutsch in der Regel als „Erleuchtungsgeist“ übersetzt). Das bedeutet, dass der Übende zum Nutzen aller fühlenden Wesen Bodhi erlangen will. Er will nicht ins Nirvana eintreten, solange nicht alle anderen fühlenden Wesen ebenfalls Bodhi erlangt haben. Dies wird im Bodhisattva-Gelübde ausgedrückt.
Es gibt zwei unterschiedliche Lehrmeinungen im Mahayana über bodhi: ein Konzept der spontanen Erleuchtung in der „Südlichen Schule“ und eines der allmählichen meditativen Selbstvollendung in der „Nördlichen Schule“. Auch bei der spontanen Erleuchtung handelt es sich nach diesen Lehren nicht um einen einmaligen, abschließenden Vorgang. Vielmehr haben alle Meister ihre erlangte Einsicht jahrzehntelang, oft auch bei anderen Meistern, vertieft. Diese Auffassung entspricht der Vorstellung, eine blitzartige Erleuchtung sei der gelassenen, geduldigen meditativen Übung abträglich.
Der Zen-Buddhismus bezeichnet entsprechende Erfahrungen als Satori, aber auch der Begriff Kenshō gehört in dieses Umfeld.

## Alevitentum
Der Glaube der Aleviten ist stark vom Universalismus bestimmt. Im Zentrum steht der Mensch als eigenverantwortliches Wesen. Als wichtig gilt das Verhältnis zum Mitmenschen und zur Natur. Die Frage nach dem Tod und den Jenseitsvorstellungen ist demgegenüber nebensächlich, vielmehr steht das diesseitige Leben im Vordergrund. Die menschliche Seele gilt als unsterblich, sie strebt durch ethischen Fortschritt Vollkommenheit und damit auch eine unmittelbare Erleuchtung an.

## Jainismus
Im Jainismus ist wie in anderen Traditionen indischen Ursprungs der Begriff bodhi für Erleuchtung geläufig. Als Ehrentitel für Mahavira, den Gründer der Religionsgemeinschaft, werden „Jina“ und auch „Buddha“ verwendet. Die wörtliche Bedeutung von bodhi ist „perfektes Wissen“ oder „Weisheit“ (wodurch ein Mensch zum Buddha oder Jina wird), der erhellte oder erleuchtete Geist eines Buddha oder Jina. Wie auch im Buddhismus und Hinduismus ist Erleuchtung im Jainismus gleichbedeutend mit der Befreiung vom Samsara.
Der Jainismus geht davon aus, dass durch jede Betätigung des Menschen feine Materie in die Seele (jiva) einströmt und sich an ihr festsetzt. Diese Materie bezeichnen die Jainas als Karma. Sie bindet die Seele. Im Jainismus wird durch Askese danach gestrebt, das in die Seele eingedrungene Karma zu vernichten und auf diese Weise die Verstrickung in den Leidenskreislauf zu beenden. Allwissenheit wird erreicht, wenn die Seele durch Vernichtung des eingedrungenen Karmastoffs in den unbeschränkten Besitz ihrer natürlichen Fähigkeiten (Schauen, Erkennen, Kraft, Wonne) und damit auch ihres unbegrenzten Wissens gelangt.

## Hinduismus
Im Jnana Yoga wird für „höheres Wissen“ der Begriff Jnana verwendet. Dieses spirituelle Wissen beinhaltet in der Advaita-Philosophie die endgültige Erkenntnis der Einheit zwischen Atman (individueller Seele) und Brahman (absolutem Bewusstsein, Weltseele). Das Ziel ist die Erlösung (Moksha) aus dem Kreislauf der Wiedergeburten (Samsara).
Im Raja Yoga ist die höchste Stufe Samadhi, die völlige Ruhe des Geistes. Das letztendlich angestrebte Stadium ist Nirvikalpa-Samadhi, der formlose Zustand, in dem es keine Unterscheidung mehr zwischen Subjekt und Objekt gibt und die Einheit mit Brahman erreicht ist. Nirvikalpa Samadhi wird jedoch von einigen als temporärer Zustand angesehen. Als permanenter Zustand der Nicht-Dualität gilt Sahaja-Samadhi, der natürliche Zustand, in dem das universelle Selbst während aller Aktivitäten verwirklicht ist, nachdem die Identifikation mit dem begrenzten Ego aufgehoben wurde.
In der Samkhya-Philosophie wurde der Begriff buddhi („Erkennen“) etabliert. Ziel des Samkhya wie auch des Yoga ist es, eine Unterscheidung zwischen Purusha, dem absoluten Geist, und Prakriti, der Urmaterie, herbeizuführen. Zur Prakriti zählen die Elemente, die Sinneswahrnehmungen, das Denken (Manas), die Unterscheidungsfähigkeit (Buddhi) und das Ich-Bewusstsein (Ahamkara). Yoga wie Samkhya sind im Gegensatz zu Advaita Vedanta streng dualistisch. In Hindi bedeutet buddhi heute „Verstand, Intelligenz, Wissen.“

## Daoismus
Daoistische Erleuchtung wird als Erlangung des ewigen Dao und Einswerdung mit ihm erklärt (siehe Zhenren, Daoistische Mystik). Dabei nimmt der Daoismus nicht auf eine göttliche Wesenheit Bezug, jedoch können die jeweils traditionell verehrten Götter eine Rolle spielen. Das grundlegende Werk ist auch für den religiösen Daoismus das Daodejing von Laozi, daneben werden aber im Daozang eine Vielzahl von Methoden zur Erlangung der Erleuchtung dargestellt.
Bei den Daoisten heißt es: „Um zu deinem wahren Sein zurückzukehren, musst du ein Meister der Stille werden. Sitze regungslos wie ein Stein und lasse deinen Geist ruhig werden. Kehre den Geist in sich selbst und betrachte das innere Leuchten.“ Im Unterschied zu den indischen Religionen geht der Daoismus nicht von einem Kreislauf der Wiedergeburten aus.
Der Unterschied zwischen dem buddhistischen Nirvana und dem Dao besteht darin, dass es sich bei dem Dao um ein transzendentes Wirkprinzip handelt, das der manifestierten Welt immanent ist. Es gilt als die Ursache von allem, als das einzig wahrhaft Seiende. Das Dao stellt die Ordnung der Dinge dar, sodass jedes Wesen und jedes Ding seinen eigenen Weg, sein eigenes Dao hat. Es geht im Daoismus nicht wie in anderen Traditionen darum, eine als illusionär betrachtete Welt zu überwinden, sondern die Harmonie zwischen Mikrokosmos und Makrokosmos zu finden.

## Judentum, Christentum, Islam
Erleuchtungserfahrungen sind im Judentum, im Christentum und im Islam kein primäres religiöses Ziel, sondern als das Wesentliche gilt die Erfüllung von Gottes Willen. Dennoch gibt es insbesondere im christlichen Kulturkreis viele Berichte über Erleuchtungserfahrungen.

### Christentum
Augustinus meinte, dass alles menschliche Erkennen nur durch Erleuchtung ermöglicht wird. In seiner Frühschrift Über den Lehrer umschreibt er diese Annahme mit dem Hinweis auf den „inneren Lehrer“, das „Wort Gottes“, das jeden Menschen über alles belehrt, was er wissen kann: die Welt, sich selbst und Gott. Der Mensch kann nur etwas wissen, weil Gott den Menschen erleuchtet. So ähnlich wie das Auge ohne das Licht der Sonne nichts wahrnehmen kann, kann auch der Mensch ohne das Licht Gottes nichts erkennen. Die Gotteserkenntnis geschieht in der Erleuchtung durch Gott selber. Sie ist zugleich ein göttlicher Akt der Gnade und der menschliche Akt, über sich selber hinauszugehen.
In der christlichen Aszetik stellt nach Pseudo-Dionysius, der sich in seinem Modell an platonischen Vorstellungen anlehnt, die Erleuchtung (griechisch Photismos) die zweite der drei Stufen des mystischen Erkennens dar. Im 13. Jahrhundert wird diese Dreiteilung sowohl von dem Kartäuser Hugo de Balma in seiner Schrift Viæ Sion lugent als auch vom Franziskaner Bonaventura in De triplici via aufgegriffen. In beiden findet sich die lateinische Bezeichnung via illuminativa. Während Hugo diesen Erleuchtungsweg gemäß Dionysius mystisch versteht, begreift ihn Bonaventura als Abschnitt auf dem Weg zur Vollkommenheit.
In der scholastischen Philosophie ist das „Erkenntnislicht“ (lumen intellectuale), das jedem Menschen zu eigen ist und ihn zur Erkenntnis befähigt, ein Abbild des ungeschaffenen Lichtes, an dem der Mensch durch die Erkenntnis der ewigen Wesensbilder Anteil hat.
In den Ostkirchen spielen im Kontext der Erleuchtung Lichterscheinungen wie etwa das Taborlicht vielerorts eine wichtigere Rolle als in den Westkirchen. Besonders unter den orthodoxen Mönchen ist die individuelle Erleuchtung nach wie vor ein wichtiges Ziel; Erleuchtete werden auch von den Laien gern aufgesucht und genießen vor allem als Geistliche Väter und Starzen äußerst hohes Ansehen. Dabei handelt es sich meist nicht um Priester oder Theologen.
Helligkeit und Lichterscheinungen sind in diesem Kontext in allen christlichen Kirchen bekannt und finden sich auch in den ikonographischen Darstellungen (Heiligenscheine) und auch in Nahtodberichten.
Martin Luther ist tief in der mystischen Tradition verwurzelt. Eigene Gotteserfahrungen, langjähriges Leben als Mönch sowie Schriften des Mystikers Johannes Tauler gaben ihm Kraft und Mut, seine reformatorische Rechtfertigungslehre „allein aus dem Glauben“ sowie seine Lehre vom „allgemeinen Priestertum aller Gläubigen“ zu formulieren und standhaft zu vertreten. Ähnlich wie viele Mystiker sah und beschrieb er Gott als Bräutigam und die menschliche Seele als Braut; genau deshalb sah er in solch einer Liebesbeziehung keinen Bedarf für kirchliche Vermittlungsdienste. Allerdings grenzte er sich deutlich von den Schwärmern ab, und viele seiner Nachfolger vertreten eher skeptische Einstellungen zur Mystik.
In jüngerer Zeit hat Peter Dyckhoff im Auftrag von Radio Vatikan in einer Literaturarbeit auch aktuelle Interpretationen zum Thema Erleuchtung im Christentum beschrieben. Heute wird Erleuchtung generell als Zustand oder Moment des Eins-Seins mit Gott – also Jesus gleich – gelehrt und verstanden, wobei dieses in den meisten Fällen beim Menschen erst nach seinem irdischen Tod entsteht oder seltener, noch zu seinen Lebzeiten. In solch einem Moment wird dem Menschen durch Gott der Heilige Geist eingehaucht und die Erlösung geschenkt. Nach Hinweisen im Neuen Testament wird zum Zeitpunkt der Erleuchtung auch Wahrheit, Erkenntnis und Wissen über Zukünftiges durch den Heiligen Geist ermöglicht. Auch erinnert demnach der Heilige Geist den Erleuchteten an alles, was Jesus gesagt hat. In diesem Zusammenhang wird vielerorts – besonders hervorgehoben durch einen bedeutenden Feiertag in der Ostkirche – die Verklärung Jesu am Berg Tabor als Erleuchtung verstanden, wonach drei Jüngern ein Vorausblick auf das Paradies gegeben wird, in dem der Mensch im erleuchteten Zustand, also ausschließlich in der vollkommenen Liebe Gottes, leben wird.

### Islam
Die Vertreter der mystischen Strömung innerhalb des Islam sind die Sufis. Ihr oberstes Ziel ist, Gott so nahezukommen wie möglich und dabei die eigenen Wünsche zurückzulassen. Dabei wird Gott bzw. die Wahrheit als „der Geliebte“ erfahren. Der Kern des Sufismus ist demnach die innere Beziehung zwischen dem „Liebenden“ (Sufi) und dem „Geliebten“ (Gott). Durch die Liebe wird der Sufi zu Gott geführt, wobei der Suchende danach strebt, die Wahrheit schon in diesem Leben zu erfahren und nicht erst auf das Jenseits zu warten. Dies spiegelt sich klar in dem Prinzip, zu sterben, bevor man stirbt, wider, das überall im Sufismus verfolgt wird. Hierzu versuchen die Sufis, die Triebe der niederen Seele bzw. des tyrannischen Ego (an-nafs al-ammara) so zu bekämpfen, dass sie in positive Eigenschaften umgeformt werden. Auf diese Weise kann man einzelne Stationen durchlaufen, deren höchste die reine Seele (an-nafs al-safiya) ist. Diese letzte Stufe bleibt jedoch ausschließlich den Propheten und den vollkommensten Heiligen vorbehalten.
Die mystische Gotteserfahrung ist der Zustand des Einsseins (tauhid) mit Gott, was man am ehesten mit „Erleuchtung“ (Ischraq, arabisch išrāq; vgl. Schihab ad-Din Yahya Suhrawardi als Vertreter der philosophisch-mystischen Richtung des išrāq) beschreiben könnte, auch wenn dieser Begriff im Islam nicht verwendet wird.

### Judentum
Die Basis kabbalistischer Traditionen ist die Suche des Menschen nach der Erfahrung einer unmittelbaren Beziehung zu Gott. Eine Neuinterpretation durch Isaak Luria im 16. Jahrhundert betont die Schöpfung und Erlösung.

## Westliche Esoterik
Der Begriff Erleuchtung wurde oft im Zusammenhang mit asiatischen, religiösen Traditionen in den letzten zwei Jahrhunderten in verschiedenen spirituell-religiösen Gemeinschaften, Lehren und Zusammenhängen benutzt. Als erleuchtete Lehrer wurden so in jüngerer Vergangenheit etwa Jiddu Krishnamurti und Aurobindo Ghose angesehen, wobei die Rezeption im Westen sich oft sehr von der im indischen Kulturraum unterschied. Osho galt ebenfalls als erleuchtet.
Der Autor Eckhart Tolle, der sein „spirituelles Erwachen“ in seinem ersten Buch beschreibt, greift in seinen Werken auf Elemente aus verschiedenen Traditionen wie etwa der christlichen Mystik, dem Sufismus und dem Buddhismus zurück. Auch andere Autoren haben über solche Erlebnisse berichtet. Vielfach wird dabei von dem Bedürfnis berichtet, Freunde und Mitmenschen daran teilhaben zu lassen. Allerdings sei es für „Unerleuchtete“ schwierig bis unmöglich, den Bewusstseinszustand der „Erleuchtung“ nachzuvollziehen oder zu verstehen. Osho schlug in den 1970er-Jahren diesen Bereich als Forschungsgebiet für die Psychologie vor. Die transpersonale Psychologie griff ebenfalls das Thema auf.
Seit Mitte der 1990er Jahre breitete sich in Europa und den USA die „Satsang“-Bewegung aus. Deren spirituelle Lehrer (etwa Gangaji und ihr Ehemann Eli Jaxon-Bear, Cedric Parkin, Pyar Troll-Rauch, Madhukar), die sich meist auf Ramana Maharshi und H. W. L. Poonja als Lehrer und Vorgänger berufen, werden von ihren Anhängern als erleuchtet angesehen. Ursprung der Bewegung ist der auf die Erlangung des unpersönlichen Göttlichen abzielende Advaita-Vedanta.
Der amerikanische spirituelle Lehrer Andrew Cohen hat den Begriff „evolutionäre Erleuchtung“ geprägt. Seine Idee ist, dass sich nicht nur das sog. höhere Selbst entwickeln solle, sondern auch das höhere Wir. Thomas Steininger, der damals Schüler von Gangaji war, schreibt über Cohen: „Andrew Cohen sprach damals noch nicht von ‚Evolutionärer Erleuchtung‘, aber er sprach über das Ego in einem ganz anderen Ton, als ich es gewohnt war: Was ist der Wert einer kosmischen Erfahrung, wenn mein Miteinander mit anderen weiterhin von Selbstbezogenheit und Arroganz geprägt ist?“ Seinen Anhängern und auch seinem früheren Lehrer H. W. L. Poonja gilt/galt Cohen als erleuchtet im traditionellen Sinne.

### Übersichtsdarstellungen
- Christoph Elsas u. a.: Erleuchtung. In: Religion in Geschichte und Gegenwart, Bd. 2, Mohr Siebeck, Tübingen 1999, ISBN 3-16-146942-9, Sp. 1429–1432
- Hans-Peter Müller, Josef Weismayer: Erleuchtung. In: Lexikon für Theologie und Kirche, Bd. 3, Herder, Freiburg 1995, ISBN 3-451-22003-2, Sp. 796–798
- Falk Wagner: Erleuchtung. In: Theologische Realenzyklopädie, Bd. 10, de Gruyter, Berlin 1982, ISBN 3-11-008575-5, S. 164–174
- Gotthard Fuchs: Erleuchtung. In: Christian Schütz (Hrsg.): Praktisches Lexikon der Spiritualität. Herder, Freiburg i.Br. u. a. 1992, ISBN 3-451-22614-6, Sp. 316–319
- Almut-Barbara Renger: Erleuchtung. Kultur- und Religionsgeschichte eines Begriffs. Herder, Freiburg i. Br. / Basel / Wien 2016, ISBN 978-3-451-80971-2

### Allgemeines
- Günther K. Lehmann: Die Erleuchtung: Die Unio Mystica in Philosophie und Geschichte. Leipziger Uni-Verlag, Leipzig 2004, ISBN 3-937209-99-9.
- Ulrich Niemann, Marion Wagner: Visionen – Werke Gottes oder Produkt des Menschen? Theologie und Humanwissenschaft im Gespräch. Pustet, Regensburg 2005, ISBN 3-7917-1954-8.

### Philosophie
- Werner Beierwaltes: Erleuchtung. In: Historisches Wörterbuch der Philosophie, Bd. 2, Schwabe, Basel 1972, Sp. 712–717
- Werner Beierwaltes: Lux intelligibilis. Untersuchung zur Lichtmetaphysik der Griechen. München 1957 (Dissertation)

### Östliche Traditionen
- John Blofeld: Der Taoismus oder die Suche nach Unsterblichkeit. 6. Auflage, Diederich, München 1998, ISBN 3-424-00871-0.
- Heinrich Dumoulin: Der Erleuchtungsweg des Zen im Buddhismus. Fischer-Taschenbücher, Frankfurt am Main 1976, ISBN 3-436-02212-8
- Peter N. Gregory (Hrsg.): Sudden and Gradual. Approaches to Enlightenment in Chinese Thought. University of Hawaii Press, Honolulu 1987, ISBN 0-8248-1118-6
- Jack Kornfield: Das Tor des Erwachens. Heyne, München 2003, ISBN 3-453-87427-7
- Daisetz T. Suzuki: Satori. Der Zen-Weg zur Befreiung. Die Erleuchtungserfahrung im Buddhismus und im Zen. 3. Auflage, Barth, Bern 1996, ISBN 3-502-64594-9